# Campionati del mondo Ironman 70.3 del 2015
La gara valida per i Campionati del mondo Ironman 70.3 del 2015 si è tenuta in data 30 agosto a Zell am See in Austria.
Tra gli uomini ha vinto il tedesco Jan Frodeno, mentre tra le donne si è laureata campionessa del mondo ironman 70.3 la svizzera Daniela Ryf.
Si è trattata della 10ª edizione dei campionati mondiali di Ironman 70.3, che si tengono annualmente dal 2006. I campionati sono organizzati dalla World Triathlon Corporation (WTC).

## Ironman 70.3 - Risultati dei Campionati

### Uomini
| Pos. | Tempo    | Nome              | Paese    | Ripartizione tempi | Ripartizione tempi | Ripartizione tempi | Ripartizione tempi | Ripartizione tempi |
| Pos. | Tempo    | Nome              | Paese    | Nuoto              | T1                 | Bici               | T2                 | Corsa              |
| ---- | -------- | ----------------- | -------- | ------------------ | ------------------ | ------------------ | ------------------ | ------------------ |
|      | 03:51:19 | Jan Frodeno       | Germania | 22:14              | 2:03               | 02:09:04           | 1:26               | 01:16:32           |
|      | 03:52:48 | Sebastian Kienle  | Germania | 24:04              | 2:03               | 02:09:54           | 1:25               | 01:15:22           |
|      | 03:55:05 | Javier Gómez      | Spagna   | 22:12              | 2:04               | 02:13:38           | 1:36               | 01:15:35           |
| 4    | 03:56:28 | Bart Aernouts     | Belgio   | 25:38              | 2:06               | 02:12:07           | 1:42               | 01:14:55           |
| 5    | 03:56:34 | Michael Raelert   | Germania | 22:15              | 2:10               | 02:13:19           | 1:33               | 01:17:17           |
| 6    | 03:56:52 | Andreas Böcherer  | Germania | 22:12              | 2:16               | 02:09:00           | 1:40               | 01:21:44           |
| 7    | 03:57:47 | Jan Van Berkel    | Svizzera | 22:27              | 2:03               | 02:13:15           | 1:28               | 01:18:34           |
| 8    | 03:58:44 | Tyler Butterfield | Bermuda  | 24:05              | 1:58               | 02:13:48           | 1:34               | 01:17:19           |
| 9    | 03:58:58 | Andreas Dreitz    | Germania | 23:04              | 2:06               | 02:07:35           | 1:36               | 01:24:37           |
| 10   | 04:00:11 | Albert Molins     | Spagna   | 24:30              | 2:22               | 02:14:32           | 1:49               | 01:16:58           |

### Donne
| Pos. | Tempo    | Nome            | Paese       | Ripartizione tempi | Ripartizione tempi | Ripartizione tempi | Ripartizione tempi | Ripartizione tempi |
| Pos. | Tempo    | Nome            | Paese       | Nuoto              | T1                 | Bici               | T2                 | Corsa              |
| ---- | -------- | --------------- | ----------- | ------------------ | ------------------ | ------------------ | ------------------ | ------------------ |
|      | 04:11:34 | Daniela Ryf     | Svizzera    | 23:46              | 2:03               | 02:21:10           | 1:26               | 01:22:51           |
|      | 04:23:07 | Heather Wurtele | Canada      | 26:33              | 2:03               | 02:27:39           | 1:25               | 01:24:56           |
|      | 04:24:10 | Anja Beranek    | Germania    | 24:32              | 2:04               | 02:24:18           | 1:36               | 01:31:17           |
| 4    | 04:25:33 | Magali Tisseyre | Canada      | 24:55              | 2:06               | 02:27:56           | 1:42               | 01:28:45           |
| 5    | 04:27:39 | Alicia Kaye     | Stati Uniti | 24:03              | 2:10               | 02:28:58           | 1:33               | 01:30:35           |
| 6    | 04:29:53 | Julia Gajer     | Germania    | 24:46              | 2:16               | 02:33:06           | 1:40               | 01:27:33           |
| 7    | 04:30:31 | Susie Cheetham  | Regno Unito | 26:34              | 2:03               | 02:34:52           | 1:28               | 01:25:01           |
| 8    | 04:30:47 | Ricarda Lisk    | Germania    | 24:03              | 1:58               | 02:35:38           | 1:34               | 01:27:14           |
| 9    | 04:31:00 | Lauren Barnett  | Stati Uniti | 26:36              | 2:06               | 02:32:18           | 1:36               | 01:27:52           |
| 10   | 04:31:47 | Emma Bilham     | Svizzera    | 24:52              | 2:22               | 02:32:38           | 1:49               | 01:30:24           |